# Warhammer 40.000: Dawn of War III
Warhammer 40,000: Dawn of War III (Abreviado como Dawn of War III) es un videojuego, perteneciente al género de estrategia en tiempo real, el cual fue producido por la empresa desarrolladora Relic Entertainment y Sega en asociación con Games Workshop, los creadores del universo de Warhammer 40.000.
Dawn of War III es el tercer título numérico de la saga principal Dawn of War, luego de Dawn of War I y Dawn of War II,  y el primer nuevo lanzamiento de la serie principal desde Dawn of War II: Retribution en el año 2011. Fue lanzado el 27 de abril de 2017 para Microsoft Windows.
En febrero de 2018, 10 meses después del lanzamiento del videojuego, un par de medios de comunicación de juegos publicaron que Relic detendría el desarrollo activo del videojuego. Los desarrolladores de Relic confirmaron estas afirmaciones poco después en el mismo día, mientras prometían mantener servidores y foros de juego en línea. Su declaración oficial menciona que el videojuego no cumplió con las expectativas en el lanzamiento ni durante el curso de su vida.

## Jugabilidad
Las Razas o Facciones iniciales, disponibles para el juego son los Marines Espaciales del capítulo de los Cuervos Sangrientos (que han sido los protagonistas y han aparecido en las otras entregas numéricas de Dawn of War), Los Eldar, y los Orkos. Además de devolver el sistema de construcción de bases (que se ve en el primer juego y sus expansiones), Dawn of War III también incluye nuevas unidades terrestres de mayor escala. Como los caballeros imperiales de los Marines espaciales, los Caballeros Espectrales para los Eldar, y los Gorkanautas para los Orkos.

## Argumento
En el planeta Acheron se descubre Una nueva "arma catastrófica", y tres fuerzas rápidamente convergen en el planeta, los Marines Espaciales del capítulo de Los Cuervos Sangrientos, bajo el mando del legendario comandante Gabriel Angelos, los ancestrales Eldar dirigidos por la clarividente Macha (volviendo del primer juego), y una horda de Orkos encabezada por el Jefe de Guerra Gorgutz (su cuarta aparición, después de Dawn of War Winter Assault, Dark Crusade, y Soulstorm ).
La campaña comienza en el mundo del Caballero Imperial Cyprus Ultima, que está bajo el asedio de una enorme horda de Orkos liderada por el Jefe de Guerra Gitstompa. Por razones desconocidas, el Inquisidor Imperial Holt ordenó a la Armada Imperial bloquear el planeta y niega a la Casa del Caballero Imperial de Lady Solaria Varlock refuerzos en el planeta. Los Cuervos Sangrientos bajo el maestro del capítulo Gabriel Angelos ejecutan un bloqueo para ayudar a Lady Solaria, pero no antes de que Varlock Keep sea saqueado por el teniente Gorgutz. Gitstompa usa las partes saqueadas para construir un enorme cañón capaz de derrotar a los Eldar.
Autarch Kyre, el líder del ejército de Biel-Tan en Cyprus Ultima, convoca a Sacerdotisa Macha para que lo ayude contra los Orkos de allí. Kyre está utilizando Cyprus Ultima como base de operaciones para viajar al planeta Acheron cuando emerge de la dimensión alternativa de Warp. Kyre está obsesionado con la Lanza de Khaine, llamada así por el dios de guerra perdido Eldar, y dijo que podía matar enemigos de un solo golpe. Se apoderó de la piedra espiritual de la Sacerdotisa Taldeer (de la Cruzada oscura) de su hermano gemelo, el Eldar Ranger Ronahn (de Retribución) Mientras estaba bajo su custodia, Taldeer le contó involuntariamente a Kyre la profecía que rodeaba a la Lanza de Khaine. En un trance, ella profetizó que los caminantes serían llamados por la Lanza de Khaine y unidos por el Príncipe de las Tormentas. Convencido de que el Príncipe de las Tormentas esta destinado a unir a los Eldars fracturados y nómadas, el Autarca hambriento de poder secretamente la mantiene prisionera como una manera de aumentar sus propias filas de su ejército de Swordwind usándola como una marioneta. Incapaz de comunicarse con nadie, Taldeer está efectivamente aislada de cualquier ayuda. La sacerdotisa Macha, sin embargo, no confía en Kyre, y secretamente comienza a construir una insurgencia con la ayuda de Ronahn, que simuló cooperar con Kyre como su maestro espía, y con Jain Zar, el Señor de los Azotes Billshees.
Un destacamento de las fuerzas eldar asaltan el Fuerte Estelar Imperial Helios donde el bibliotecario de los Cuervos Sangrientos Jonah Orion está estudiando un artefacto eldar, pero Gabriel Angelos y sus Marines Espaciales llegan a tiempo para rescatar al bibliotecario, aunque a costa de dañar críticamente al Fuerte Estelar. El Inquisidor está indignado por el daño hecho y Gabriel ordena al Capellán Diomedes (visto en Retribución) que se quede con su destacamento en Helios para defenderlo y supervisar las reparaciones.
De vuelta con Cyprus Ultima, el cañón de Gitstompa es saboteado por Gorgutz, y explota justo cuando está a punto de enfrentarse a las fuerzas de Macha, que lo invaden. Con Gitstompa derrotado, Gorgutz rápidamente subyuga a los otros subordinados de Gitstompa. Gorgutz forma una nueva banda de guerra con ellos y comienza los preparativos para viajar a Acheron, de lo que se enteró después de luchar contra los Eldar en el sistema Kaurava.
Sacerdotisa Macha y sus fuerzas se preparan para atacar a los Cuervos Sangrientos en Cyprus Ultima y casi matan al Bibliotecario Orion y Gabriel Angelos cuando una lluvia de meteoritos interrumpe la batalla, anunciando la llegada del planeta Acheron.
Gorgutz aprovecha la oportunidad para estrellar su nave espacial en otro Fuerte Estelar y abruma a los Cuervos Sangrientos defensores antes de aterrizar en Acheron. Helios se bloquea en la capa exterior de Acheron cuando emerge de la Disformidad. Gabriel Angelos y un escuadrón de Terminators abordan el Fuerte Estelar para administrar los últimos ritos al Capellán Diomedes, pero terminan rescatándolo de los Eldar y Orkos atacándolo en los restos de Helios.
Sacerdotisa Macha y Ronahn logran tener una audiencia con Gorgutz (después de matar a muchas de sus tropas) y lo convencen de luchar contra Kyre en un esfuerzo por descarrilar a Kyre de llegar a la verdadera superficie de Acheron donde se guarda la Lanza. Aprendiendo la Lanza de Macha sobre Acheron, Gorgutz quiere la lanza para él. Ronahn lleva a Gorgutz directo a los puestos avanzados de Kyre y Gorgutz mata al señor de los espectros Valador. Mientras Kyre está preocupado luchando contra las fuerzas de Gorgutz, Macha, Jain Zar y un puñado de Escorpiones Striking atacan la base principal de Kyre donde se guarda la Piedra del Espíritu de Sacerdotisa Taldeer. El grupo de ataque de Macha apenas escapa con la ayuda de simpatizantes dentro de las filas de Kyre, así como un ataque sorpresa de un destacamento de los Orkos de Gorgutz.
Mientras tanto, Gabriel Angelos ha rastreado la banda de guerra de Gorgutz hasta la Bóveda, uno de los muchos pasadizos hacia la verdadera superficie de Acheron debajo de su capa exterior. Él destruye el cañón de Wazmakka que fue llevado allí para abrir la bóveda. El Inquisidor ordena el bombardeo orbital de la Bóveda a pesar de que Angelos estaba en las inmediaciones de ella, en un intento de destruirla y cortar el acceso a la Lanza. El bombardeo orbital imperial no tiene el efecto deseado de sellar la bóveda, sino que la rompe. Kyre ve la destrucción de La Bóveda como una oportunidad para llevar sus fuerzas a la verdadera superficie de Acheron. Enfurecido, el bibliotecario Orión y el capellán Diomedes jura vengarse del inquisidor por haber matado (aparentemente) al maestro del capítulo y haber abierto el camino para Kyre. No es hasta que Lady Solaria les informa de la noticia de la supervivencia de Angelos del Inquisidor Horst que cambian las prioridades hacia la reagrupación con Angelos en la superficie en su lugar.
Macha y Ronahn hacen un descubrimiento inquietante en Acheron: se topan con un enorme Gran Demonio de Khorne, un Devastador de la Ley, atrapado en el hielo, pero que intenta despertarse. La Bloodthirster fue sellada allí por los antiguos Eldar hace eones. Kyre también descubre al Demonio, pero cree que la Lanza de Khaine debería usarse para matar al daemon. Taldeer, Ronahn y Macha no están tan seguros, y piensan que la Lanza no es más que una trampa y deciden cortar todos los lazos con Kyre para salvar a su gente. Cuando intentan huir a través de las Puertas Colosas, Kyre bloquea sus rutas de escape. Taldeer le ordena a Ronahn colocar su Piedra espiritual en un Wraithknight y pilotar su nuevo cuerpo mecánico para ayudar a derribar las cerraduras de las Puertas Colosas. Sabiendo que solo gemelos, un muerto y un vivo, pueden pilotear un Wraithknight, Ronahn obedece a regañadientes a pesar de sus objeciones a arriesgar su vida nuevamente. Huyen a otra sección de Acheron lejos de las fuerzas de Kyre.
Gabriel Angelos y sus Cuervos Sangrientos, junto con Lady Solaria y su caminante Imperial Knight, llegan al Templo de la Lanza de Khaine e invaden las fuerzas de Kyre, así como una parte de las fuerzas de Gorgutz, pero Gorgutz exige su venganza con la ayuda de Big Mek Wazmakka's Beauty the Morkanaut, derrotando a uno de los Wraithknights de Kyre y uno de los Caballeros Imperiales de Solaria.
Con Taldeer explicando que la profecía no estaba clara y su visión parcialmente oscurecida, tanto Macha como Taldeer meditan e intentan descifrar claramente el contenido de la profecía. Mientras tanto, Kyre y Gorgutz llegan al altar de la Lanza y Kyre rápidamente gana al Ork Warboss. Kyre toma la Lanza e intenta matar a Gorgutz con ella. Desafortunadamente, se revela que la profecía con respecto a la Lanza era una trampa para liberar al Daemon. La cuchilla principal de "Spear" se rompe sin dañar a Gorgutz, y Kyre se consume en un sacrificio de sangre que libera a la Bloodthirster del hielo. Ahora liberada, la Bloodthirster se fortalece gracias a las innumerables vidas que se han llevado a cabo en todo el planeta durante milenios: vidas asesinadas en busca de la "Lanza".
Las tres facciones: los Eldar, los Marines Espaciales y los Orkos están atrapados luchando contra Warp Spawn generado por el Daemon usando ecos de los guerreros asesinados en el planeta. Sacerdotisa Macha le encarga a Gorgutz que destruya los Chaos Spires que están alimentando al Daemon y generando el Warp Spawn. Mientras tanto, Macha le pide a Gabriel Angelos que sacrifique su Battle Barge, the Dauntless, dirigido por el capitán Balthazar, para paralizar al Daemon embistiéndolo en una fisura en la superficie del planeta; sacrificando las vidas a bordo, pero destruiría al Daemon. Sabiendo que el Daemon estaba protegiendo a Acheron, Angelos a regañadientes obedece y el Intrépido se estrella directamente en una de las líneas de falla tectónicas de Acheron; desintegrando el planeta. Antes de que impactara el Intrépido, Macha teletransportó a Gorgutz y Angelos a un lugar seguro.
Con Acheron fragmentado y destruido, el Daemon disminuye en tamaño y poder. Con la insistencia de Macha, que cree que la profecía predijo que las tres facciones (todas ellas son "caminantes" nómadas) deben trabajar juntas para derrotar al Demonio, que ahora se revela como el Príncipe de las Tormentas, los tres héroes se unen para vencer al Demonio después luchando a través de las hordas de Warp Spawn en el fragmento del planeta que alberga el Templo de la Lanza. Los tres héroes se separan cautelosamente después de derrotar al Demonio, pero Gorgutz se queda atrás y agarra la Lanza por sí mismo como trofeo antes de partir.
En una escena de créditos posteriores, un Overlord Necron ha tomado nota de los eventos en Acheron y prepara a sus ejércitos.

## Desarrollo
El juego fue anunciado en mayo de 2016, siete años después del lanzamiento de Dawn of War II, de acuerdo con el productor ejecutivo del juego, Stephen MacDonald, tanto elementos del Dawn of War I, como del Dawn of War II serán incluidos en el Dawn of War III.
Una novela homónima del mismo nombre fue escrita por Robbie MacNiven y lanzada el 18 de abril de 2017. Además, una serie cómica de cuatro partes comenzó a ser serializada por Titan Comics el 19 de abril de 2017.
Los puertos para MacOS y Linux del videojuego, desarrollados por Feral Interactive, aunque pueden jugar en su propia red, no pueden comunicarse con la versión original de Windows, lo que resultó en una división en la pequeña base de jugadores poco después del lanzamiento. Del mismo modo, otros juegos de Relic, que también se ejecutan en el motor Essence y que Feral ha transferido a otras plataformas, han presentado una red separada para sistemas basados en Unix.

## Recepción
Warhammer 40.000: Dawn of War III ha Recibido críticas de intermedias a positivas, con un 53% de calificación en Steam y un 80% en Metacritic (pero con puntuaciones de usuario del 51%). GameSpot otorgó Warhammer 40.000: Dawn of War III una puntuación de 8,0 sobre 10. Destructoid le concedió 7,5 sobre 10, diciendo. Hardcore Gamer le otorgó 4.5 de 5, diciendo "Warhammer 40,000: Dawn of War III tiene éxito tomando los mejores elementos de los dos juegos anteriores y los mezcla con mecánicas RTS tradicionales para crear un juego con una jugabilidad estratégica profunda."
IGN calificó al juego con un 7.6/10, y señaló que "Relic merece crédito por no solo rehacer el mismo juego con gráficos más bonitos, sino que este enfoque híbrido no se siente tan fuerte como el memorable enfoque táctico de Dawn of War 2".
La recepción de jugadores del juego ha sido mucho menos tolerante que la de los críticos, con críticas dirigidas al fuerte enfoque del juego en elementos inspirados en MOBA en lugar de la mecánica tradicional de estilo RTS.